# Parada de Ciudad Sanitaria
Ciudad Sanitaria es una parada de la Línea 1 del Tranvía de Jaén situada en la zona norte de la ciudad, junto al Hospital Neurotraumatológico.

## Accesos
Ciudad Sanitaria: Carretera de Madrid, s/n.

## Líneas y correspondencias
| << cabecera          | < parada              | Línea | parada >     | cabecera >>   |
| -------------------- | --------------------- | ----- | ------------ | ------------- |
| Paseo de la Estación | Campus Las Lagunillas |       | Los Olivares | Vaciacostales |